# كاني بل

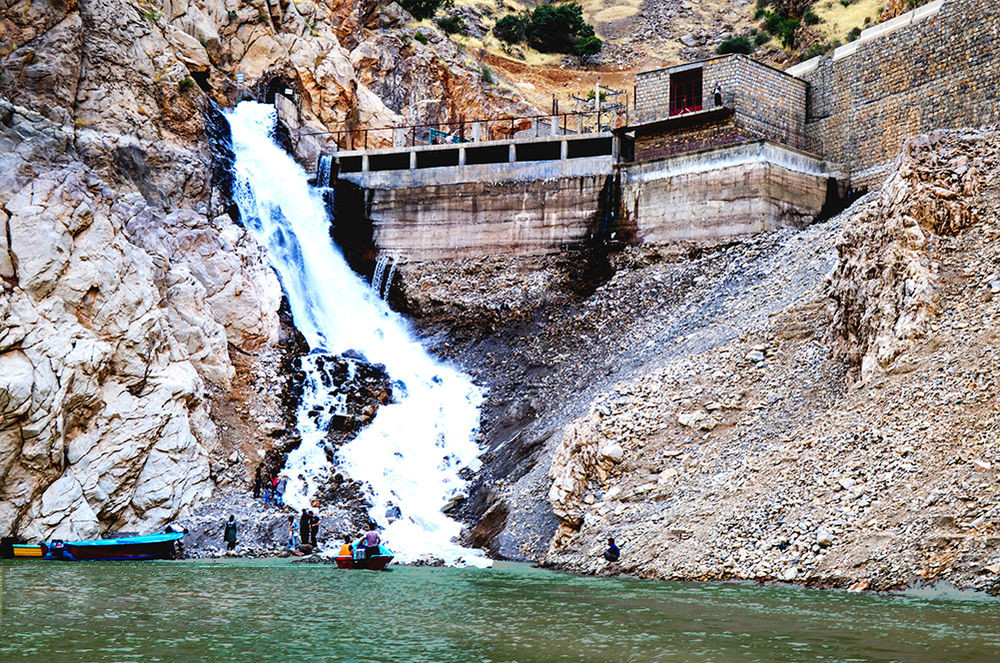

كاني بل (کوردی كوردستان العراق: کانی بڵ) هو ينبوع المعدني في منطقة الهورامان في محافظة الكردستان في إيران. هو أحد من أعظم ينابيع المعدنية في إيران و كردستان.